# Blessagno
Blessagno (Blesságn o Biesságn in dialetto comasco, AFI: /bleˈsaɲ/ o /bjeˈsaɲ/) è un comune italiano di 323 abitanti della provincia di Como in Lombardia.

## Origini del nome
Il nome "Blessagno" è di origine romana; deriva infatti dall'antico toponimo latino Blexum.

## Storia
Del piccolo comune di Blessagno, incastonato in una verde conca tra le montagne della Val d'Intelvi lungo la strada che da San Fedele Intelvi porta a Pigra a un'altitudine di circa 760 m, abbiamo poche notizie.
La più antica menzione storica di Blessagno risale a un documento datato 852.
Dal XII secolo fu sottoposto alla giurisdizione di Como e ne seguì le vicende politiche.
Nel 1335 il "comune de Luira" apparteneva alla pieve d'Intelvi.
Nel 1451 il paese, compreso nel feudo della Valle Intelvi di cui seguì le vicende, fu infeudato dalla famiglia Rusca, passò poi fino nel 1533 sotto il dominio dei Pusterla e verso la fine del Cinquecento fu dato in feudo alla famiglia Marliani fino al 1713. Blessagno passò poi alla famiglia Riva Andreotti, che nel 1751 è ancora attestata a feudataria di tutta la Valle Intelvi.
Menzione delle terre di Lura e di Blessagno, che nel 1751 risultano essere un unico comune, si ha anche negli atti delle visite pastorali del vescovo Ninguarda del 1593.
Con le politiche di riorganizzazione amministrativa del Regno d'Italia da parte di Napoleone Bonaparte, il comune di Blessagno ed uniti, che contava 242 abitanti, fu unito a quello di Castiglione. L'aggregazione, confermata con la successiva compartimentazione del 1812, fu abrogata con l'avvento degli austro-ungarici.

### Simboli
Lo stemma, il gonfalone e la bandiera del comune di Blessagno sono stati concessi con decreto del Presidente della Repubblica del 19 ottobre 2021 trascritto nel Registro Araldico in data 11 novembre 2021.
La linea ondata simboleggia il fiume Intelvi nella cui vallata si trova il paese di Blessagno. Le due stelle d'argento alludono al paese e alla frazione di Lura; nella seconda partizione, su fondo di verde, il leone rievoca la storia di Blessagno, riprendendo la figura che compariva già nelle armi dei feudatari del paese, i Marliani, i Rusca e gli Andreotti.

#### Iter di approvazione

Gonfalone del comune di Blessagno

Il comune non ha mai avuto uno stemma, non risultano nemmeno depositati documenti all'Archivio Centrale dello Stato di Roma, all'Archivio di Stato di Milano e all'Archivio di Stato di Roma. Nell'aprile 2021, tramite il segretario comunale di Blessagno, Giulio Giraldi, veniva incaricato il dottor Carletto Genovese, componente dello staff di Araldica Civica per l'ideazione e la realizzazione degli emblemi civici.
A seguito di relazione araldica e alla consulta popolare indetta sul sito ufficiale del Comune, il consiglio comunale con delibera n. 15 del 14 giugno, con voti unanimi approvava i bozzetti allegati alla delibera e dava incarico al sindaco Piero Righetti di portare avanti l'iter burocratico presso la Presidenza del Consiglio dei Ministri.
Con D.P.R. del 19 ottobre il Presidente della Repubblica Sergio Mattarella, concedeva l'uso degli emblemi araldici del piccolo comune della Valle Intelvi.
Le motivazioni dello stemma scelto si trovano nella suddetta delibera di consiglio:
- Blessagno è un piccolo paese montano situato in Valle Intelvi, valle percorsa da due fiumi che sfociano nel lago Ceresio e nel lago di Como.
- È situato lungo la strada che parte dalla località di San Fedele Intelvi (Centro Valle Intelvi) al comune di Pigra.
- È formato da due borghi distinti: Blessagno e Lura. Quest'ultimo già citato come Luira negli Statuti di Como del 1335 e luogo dove è stata trovata una tomba tardoromana.
- Dal XII secolo venne compreso nella giurisdizione della città di Como.
- Ha un rilevante edificio religioso, il chiostro di San Silvestro, sul quale venne eretta una chiesa.

Fu soggetto a diverse famiglie feudatarie (come il resto del territorio della Valle) quali la famiglia Rusca, i Marliani e gli Andreotti, nelle cui armi veniva raffigurato un leone, a volte rampante, a volte passante…
Il gonfalone è un drappo di bianco con la bordura di rosso. La bandiera è un drappo di bianco con la bordura di rosso, caricato dello stemma comunale.

## Monumenti e luoghi d'interesse

### Architetture religiose

#### Chiesa di Sant'Abbondio

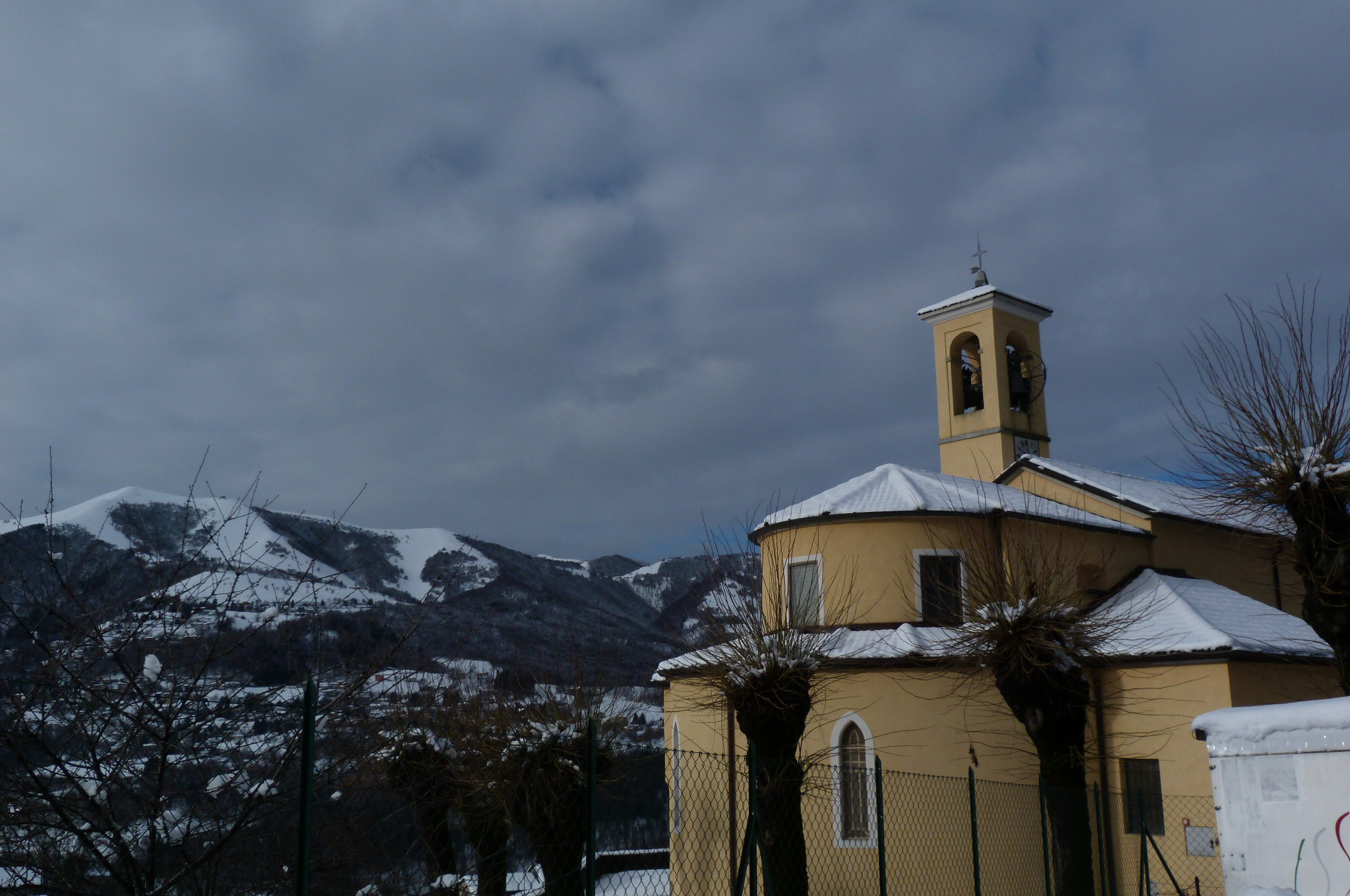
Chiesa di Sant'Abbondio

La chiesa di Sant'Abbondio è il principale luogo di culto cattolico di Blessagno. Dalla seconda metà del XVIII secolo è la sede dell'omonima parrocchia, attualmente appartenente al vicariato di Castiglione Intelvi della diocesi di Como. La chiesa venne costruita sul finire del XVI secolo, come un edificio ad aula terminante in un'abside.  Rielaborata in stile barocco, nel corso del XVII secolo fu dotata di due cappelle laterali, prima di essere restaurata nel 1910. Nel corso dei restauri novecenteschi si aggiunse un peribolo.
La chiesa sorge nel centro del borgo e, all'esterno, presenta una facciata a salienti preceduta da un semplice protiro sorretto da due colonne tuscaniche; sopra di esso, si apre una finestra rettangolare. Lungo il fianco destro della chiesa sorge la torre campanaria, con concerto ambrosiano di campane. L'interno, in stile barocco, è a navata unica coperta con volta a botte lunettata decorata con stucchi e affreschi; lungo le pareti laterali, si aprono con archi a tutto sesto le duecappelle, dedicate una al Sacro Cuore di Gesù e l'altra alla Madonna. La navata termina con l'abside semicircolare che ospita, al centro, l'altare maggiore marmoreo settecentesco, con un paliotto opera di Pietro Molciani.
Sulla cantoria in controfacciata, si trova l'organo a canne Mascioni opus 307, costruito nel 1912. Lo strumento è a trasmissione pneumatica, con un'unica tastiera di 58 note e pedaliera di 27 note.

#### Oratorio di San Silvestro

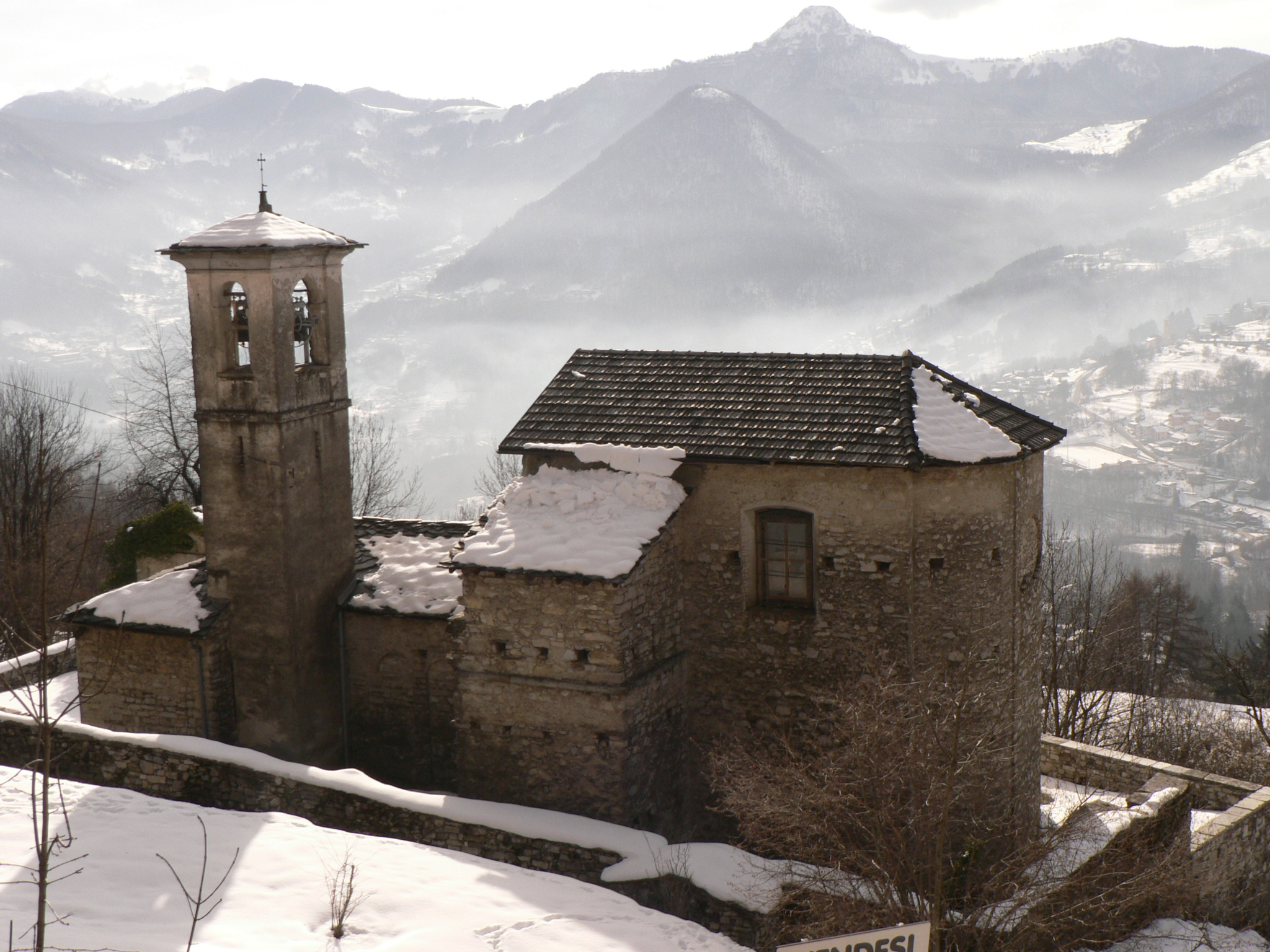
Chiesa di San Silvestro

L'oratorio di San Silvestro, di origine romanica, è l'edificio di maggior rilievo artistico, si trova nella frazione di Lura e si raggiunge per una scoscesa strada carraia. La chiesa di San Silvestro aveva dimensioni inferiori rispetto all'attuale con due absidi opposte che ingloba il precedente oratorio, della struttura originale conserva soltanto una parete ad archi ciechi che risale al X secolo, nella parte più antica dell'edificio si trova la torre campanaria ma fu aggiunta successivamente verso il 1702 e sostituisce un campanile a vela descritto dal Ninguarda nel 1593. A causa dei vari rimaneggiamenti subìti, la chiesa è priva di facciata. L'abside orientale, del XV secolo, è affiancato dalla sacrestia vecchia e dal campanile. Sul lato opposto, oltre alla navata, si trova il transetto più recente, con abside curvilinea del XVIII secolo a cui, sul lato sud, s'innesta la sacrestia nuova.
All'interno dell'edificio sono presenti due presbiteri: uno a oriente il più interessante, l'altro posto di fronte di costruzione settecentesca. Sull'altare della chiesa antica possiamo ammirare una Madonna del latte tra san Silvestro e sant'Antonio, affresco del 1506 di Giovanni Andrea de Magistris che si caratterizza per i lineamenti e l'espressività dei volti. Inoltre sono conservati altri affreschi quattrocenteschi e cinquecenteschi alcuni dei quali sono stati coperti da nuovi dipinti o da stucchi. Nel XVIII secolo si completa la decorazione della chiesa con un affresco sulla volta della navata raffigurante la Gloria di san Silvestro e uno sulla parete sinistra del presbiterio con la leggenda del papa Silvestro che battezza Costantino. Ciò che caratterizza l'antico presbiterio della chiesa di S. Silvestro è un Ciclo dei mesi strutturato in quadri scenici che potrebbero essere del XIV-XV secolo dipinti all'interno dell'edificio nello zoccolo inferiore. Tra il XVIII-XIX secolo si elimina la facciata per costruire, attaccata alla vecchia, la nuova chiesa con l'abside rivolta a ovest e decorata con motivi neoclassici. Nella pala d'altare dell'attuale presbiterio, vi è un dipinto di Rocco Comandi del 1801 e raffigurante l'Incoronazione di papa Silvestro inserita sotto una volta con un elegante complesso di decorazioni a stucco.

## Società

### Evoluzione demografica

#### Prima dell'unità d'Italia
- 1593: 167 abitanti[6].
- 1751: 227 abitanti[6].
- 1771: 141 abitanti[6].
- 1799: 227 abitanti[6].
- 1805: 181 abitanti[6].

#### Dopo l'unità d'Italia
Analogamente a varie altre località di montagna del comasco, tra XX e XXI secolo Blessagno ha subìto un processo di spopolamento.
Abitanti censiti

## Geografia antropica
L'unica frazione di Blessagno è Lura.

### Esplicative
1. ↑  Per il dialetto comasco, si utilizza l'ortografia ticinese, introdotta a partire dal 1969 dall'associazione culturale "Famiglia Comasca" nei vocabolari, nei documenti e nella produzione letteraria.

### Bibliografiche
1. 1 2   Bilancio demografico mensile anno 2025 (dati provvisori), su demo.istat.it, ISTAT.
2. ↑   Classificazione sismica (XLS), su rischi.protezionecivile.gov.it.
3. ↑   Tabella dei gradi/giorno dei Comuni italiani raggruppati per Regione e Provincia (PDF), in Legge 26 agosto 1993, n. 412, allegato A, Agenzia nazionale per le nuove tecnologie, l'energia e lo sviluppo economico sostenibile, 1º marzo 2011,  p. 151. URL consultato il 25 aprile 2012 (archiviato dall'url originale il 1º gennaio 2017).
4. ↑   AA. VV., Dizionario di toponomastica. Storia e significato dei nomi geografici italiani., Milano, Garzanti, 1996,  p. 82, ISBN 88-11-30500-4.
5. 1 2 3 4 5 6 7 8  Borghese, p. 100.
6. 1 2 3 4 5 6 7 8 9 10   SIUSA | Lombardia - Comune di Blessagno, su siusa.archivi.beniculturali.it. URL consultato il 4 aprile 2020.
7. 1 2   Presidenza della Repubblica, D.P.R. di concessione del 19 ottobre 2021 (PDF).
8. ↑   Blessagno (Como) D.P.R. 19/10/2021 concessione di Stemma, Gonfalone e Bandiera, su presidenza.governo.it. URL consultato il 10 giugno 2023.
9. ↑   Blessagno ha un nuovo stemma, su Notiziario Araldico, 6 giugno 2022. URL consultato il 30 gennaio 2025.
10. 1 2  Lo stemma della famiglia Marliani era d'azzurro, al leone d'oro, quello della famiglia Rusca era interzato in fascia: nel primo d'oro, all'aquila di nero, coronata del campo; nel secondo d'argento, al leone illeopardito di rosso, accostato da 6 foglie di rusco di verde, poste 3 per parte, 2,1; nel terzo d'argento, a tre bande di rosso.
11. ↑   Carletto Genovese, Gli emblemi civici di Blessagno, Relazione araldica (PDF), su comune.blessagno.co.it.
12. ↑   Blessagno – Araldicacivica, su araldicacivica.it. URL consultato il 19 febbraio 2022.
13. 1 2   Chiesa di Sant'Abbondio - Blessagno (CO), su Architetture – Lombardia Beni Culturali. URL consultato il 19 giugno 2013.
14. ↑   Comune di Blessagno - Chiesa di Sant'Abbondio, su www.comune.blessagno.co.it. URL consultato il 6 giugno 2025.
15. ↑   PARR. S. ABBONDIO - BLESSAGNO, su Diocesi di Como. URL consultato il 6 giugno 2025.
16. ↑   Parrocchia di S. Abbondio in Blessagno, su siusa-archivi.cultura.gov.it.
17. 1 2 3 4   Chiesa di Sant’Abbondio – Valle Intelvi, su valleintelviturismo.it. URL consultato il 6 giugno 2025.
18. ↑   Blessagno - Parrocchiale - Op. 308 - Anno 1912 (PDF), su mascioni-organs.com. URL consultato il 19 giugno 2013 (archiviato dall'url originale il 2 aprile 2015).
19. 1 2 3 4 5   Chiesa di S. Silvestro - complesso, Via alla Chiesa - Blessagno (CO), su Architetture – Lombardia Beni Culturali. URL consultato il 4 aprile 2020.
20. 1 2 3  TCI, Guida d'Italia [...], p. 317.
21. 1 2   RomaniCOMO, su romanicomo.it. URL consultato il 21 marzo 2020 (archiviato dall'url originale il 3 aprile 2016).
22. 1 2 3   Comune di Blessagno - Oratorio di San Silvestro, su www.comune.blessagno.co.it. URL consultato il 6 giugno 2025.
23. ↑  Dati tratti da:
  -  Popolazione residente dei comuni. Censimenti dal 1861 al 1991 (PDF), su ebiblio.istat.it, ISTAT.
  -  Popolazione residente per territorio – serie storica, su esploradati.censimentopopolazione.istat.it.
Nota bene: il dato del 2021 si riferisce al dato del censimento permanente al 31 dicembre di quell'anno.